# On the Run Tour
L'On the Run Tour è stato il primo tour di concerti del duo statunitense The Carters, a supporto del quinto album in studio di Beyoncé, Beyoncé, e del dodicesimo album in studio di Jay-Z, Magna Carta... Holy Grail.
Il tour è stato annunciato poco dopo la fine delle tournée mondiali di Beyoncé e Jay-Z, il The Mrs. Carter Show World Tour ed il Magna Carter World Tour.
Il tour prende il nome dalla canzone Part II (On the Run), il terzo singolo del dodicesimo album in studio di Jay-Z, Magna Carta... Holy Grail, a cui partecipa come featuring la moglie Beyoncé.

## Scaletta
La seguente è la scaletta dello spettacolo di East Rutherford. Non è quindi la scaletta ufficiale del tour.
1. '03 Bonnie & Clyde
2. Upgrade U
3. Crazy in Love (contiene elementi di Back That Azz Up)
4. Show Me What You Got
5. Diamonds from Sierra Leone (Remix)
6. I Just Wanna Love U (Give It 2 Me)
7. Tom Ford
8. Run the World (Girls)
9. Flawless
10. Yoncé
11. Jigga My Nigga
12. Dirt Off Your Shoulder
13. Naughty Girl
14. Big Pimpin'
15. Ring the Alarm
16. On to the Next One
17. Clique
18. Diva
19. Baby Boy
20. U Don't Know
21. Haunted
22. No Church in the Wild
23. Drunk in Love
24. Public Service Announcement
25. Why Don't You Love Me
26. Holy Grail
27. FuckWithMeYouKnowIGotIt
28. Beach Is Better
29. Partition
30. 99 Problems
31. If I Were a Boy
32. Ex-Factor
33. Song Cry
34. Resentment
35. Love on Top
36. Izzo (H.O.V.A.)
37. Niggas in Paris
38. Single Ladies (Put a Ring on It)
39. Hard Knock Life (Ghetto Anthem)
40. Pretty Hurts
41. Part II (On the Run)
42. Young Forever
43. Halo
44. Lift Off

Durante i due spettacoli di Parigi, la rapper Nicki Minaj raggiunse Beyoncé sul palco per cantare il remix della canzone Flawless, brano contenuto nella riedizione del self-titled Beyoncé.

## Date
| Data              | Città           | Stato        | Luogo                    | Pubblico                 | Incasso      |
| Nord America      | Nord America    | Nord America | Nord America             | Nord America             | Nord America |
| ----------------- | --------------- | ------------ | ------------------------ | ------------------------ | ------------ |
| 25 giugno 2014    | Miami Gardens   | Stati Uniti  | Sun Life Stadium         | 49.980 / 49.980          | $5.450.026   |
| 28 giugno 2014    | Cincinnati      | Stati Uniti  | Great American Ball Park | 37.863 / 37.863          | $4.250.931   |
| 1º luglio 2014    | Foxborough      | Stati Uniti  | Gillette Stadium         | 52.802 / 52.802          | $5.738.114   |
| 5 luglio 2014     | Filadelfia      | Stati Uniti  | Citizens Bank Park       | 40.634 / 40.634          | $5.141.381   |
| 7 luglio 2014     | Baltimora       | Stati Uniti  | M&T Bank Stadium         | 51.212 / 51.212          | $5.016.036   |
| 9 luglio 2014     | Toronto         | Canada       | Rogers Centre            | 48.029 / 48.029          | $4.943.390   |
| 11 luglio 2014    | East Rutherford | Stati Uniti  | MetLife Stadium          | 89.165 / 89.165          | $11.544.187  |
| 12 luglio 2014    | East Rutherford | Stati Uniti  | MetLife Stadium          | 89.165 / 89.165          | $11.544.187  |
| 15 luglio 2014    | Atlanta         | Stati Uniti  | Georgia Dome             | 48.938 / 48.938          | $5.210.602   |
| 18 luglio 2014    | Houston         | Stati Uniti  | Minute Maid Park         | 40.103 / 40.103          | $5.235.438   |
| 20 luglio 2014    | New Orleans     | Stati Uniti  | Mercedes-Benz Superdome  | 42.374 / 42.374          | $5.206.490   |
| 22 luglio 2014    | Arlington       | Stati Uniti  | AT&T Stadium             | 41.463 / 41.463          | $5.050.479   |
| 24 luglio 2014    | Chicago         | Stati Uniti  | Soldier Field            | 50.035 / 50.035          | $5.783.396   |
| 27 luglio 2014    | Winnipeg        | Canada       | Investors Group Field    | 29.542 / 29.542          | $3.187.580   |
| 30 luglio 2014    | Seattle         | Stati Uniti  | Safeco Field             | 40.615 / 40.615          | $4.339.642   |
| 2 agosto 2014     | Pasadena        | Stati Uniti  | Rose Bowl                | 96.994 / 96.994          | $10.993.245  |
| 3 agosto 2014     | Pasadena        | Stati Uniti  | Rose Bowl                | 96.994 / 96.994          | $10.993.245  |
| 5 agosto 2014     | San Francisco   | Stati Uniti  | AT&T Park                | 73.020 / 73.020          | $8.887.539   |
| 6 agosto 2014     | San Francisco   | Stati Uniti  | AT&T Park                | 73.020 / 73.020          | $8.887.539   |
| Europa            |                 |              |                          |                          |              |
| 12 settembre 2014 | Saint-Denis     | Francia      | Stade de France          | 147.012 / 147.012        | $13.631.722  |
| 13 settembre 2014 | Saint-Denis     | Francia      | Stade de France          | 147.012 / 147.012        | $13.631.722  |
| Totale            | Totale          | Totale       | Totale                   | 979.781 / 979.781 (100%) | $109.610.198 |